# Čejkovice (České Budějovice-i járás)
Čejkovice település Csehországban, a České Budějovice-i járásban. Čejkovice Branišov, Břehov, Dubné, Pištín, České Budějovice és Dasný településekkel határos. Lakosainak száma 401 fő (2024. január 1.).

## Népesség
A település lakosságának változását az alábbi diagram mutatja:
| Lakosok száma | 310  | 371  | 380  | 308  | 218  | 286  | 365  | 380  | 401  | 401  |
|               | 1869 | 1890 | 1921 | 1950 | 1980 | 2001 | 2017 | 2019 | 2022 | 2024 |